# Burg Bocksberg
Die Ruine der Burg Bocksberg liegt südlich auf einer Anhöhe über dem Laugnaer Ortsteil Bocksberg im Landkreis Dillingen an der Donau (Schwaben). Von der hoch- bis nachmittelalterlichen Burganlage haben sich noch Gräben und Erdwerke und ein Rest des Bergfriedes erhalten.

## Geschichte

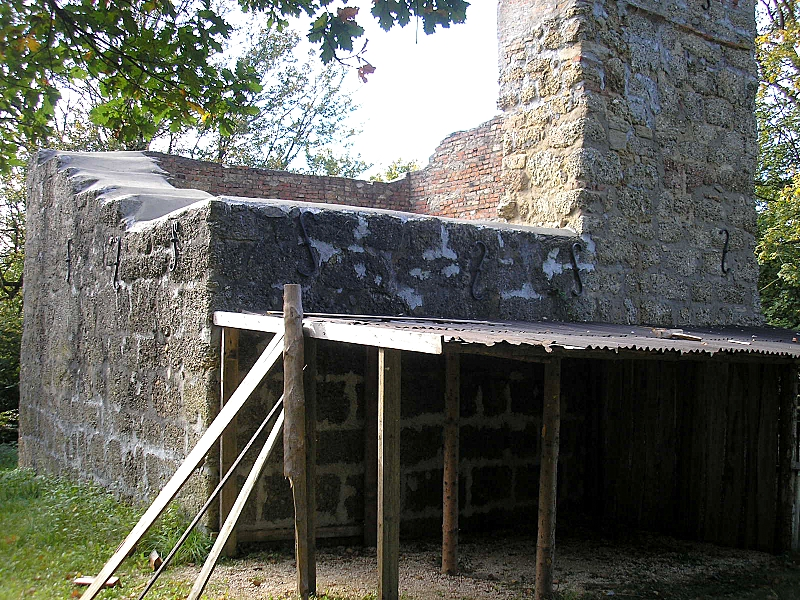
Die Südostseite

Die Höhenburg entstand wohl im frühen 13. Jahrhundert als Sitz der Herren von Bocksberg, die hier von 1231 bis 1322 nachweisbar sind. Das wahrscheinlich edelfreie Geschlecht dürfte im 14. Jahrhundert erloschen sein.
Anschließend erscheinen die Marschalken von Bocksberg als Dienstmannen des Hochstiftes Augsburg auf der Veste. 1378 wurde die Burg während einer kriegerischen Auseinandersetzung beschädigt. Im Jahr darauf (1379) erwarb die Augsburger Patrizierfamilie Rehm die Herrschaft.
Im Jahr 1462 heiratete der Nürnberger Andreas Rieter von Kornburg (auch: Rieder) in die Familie ein. In diesem Jahr kam es zu einer erneuten Zerstörung der Burg im „Zweiten Städtekrieg“. 1542 ging der Gesamtbesitz an Georg von Stetten aus dem Augsburger Patriziergeschlecht von Stetten. 1613 kaufte ein Schertlin von Burtenbach die Herrschaft und veräußerte sie im selben Jahr zusammen mit Emersacker und Laugna an die Augsburger Fugger. Während des Dreißigjährigen Krieges wurde die Anlage so stark beschädigt, dass ein Wiederaufbau unterblieb. Ab 1660 verwaltete die Fuggersche Familienstiftung die Liegenschaften. Bocksberg wurde nun von Laugna aus verwaltet.
Nach dem Zweiten Weltkrieg wurde das Burgareal zum Festgelände umgestaltet und elektrifiziert. Der hochmittelalterliche Bergfried wurde saniert, ist jedoch von hölzernen Anbauten für den Festbetrieb umgeben.

## Beschreibung
Die Burg liegt über dem Ort auf einer bewaldeten Randhöhe des Laugnatales. Der abgestufte Spitzkegel der Hauptburg wird durch einen tiefen, bogenförmigen Halsgraben von Hinterland abgeschnitten. Im Norden sichert der natürliche Steilhang die Veste.
Nördlich und östlich des Hauptburgkegels trug eine geräumige Niederterrasse die ehemalige Vorburg. Das Gelände dient seit längerem als Festgelände und ist heute planiert und mit zahlreichen hölzernen Buden und einer Bühne besetzt. Einige Stände wurden auch im Halsgraben errichtet, den Zugang markiert eine hohe Holzpalisade.
Auf dem Plateau der Hauptburg ist noch der Stumpf des ehemaligen Wohnturmes oder Bergfriedes erhalten. Das Mauergeviert aus glatten Nagelfluhquadern weist eine Kantenlänge von ca. 9,25 Metern auf. Die Mauerstärken betragen etwa 1,75 Meter. An der Nordostecke ist der Turm noch ungefähr acht Meter hoch, die oberen Teile bestehen aus saniertem Backsteinmauerwerk.
Eine kleine Ansicht auf einer Karte aus der zweiten Hälfte des 16. Jahrhunderts zeigt zwei Burghäuser mit Satteldächern. Der mächtige Bergfried trägt einen Spitzhelm mit kleinen Wehrerkern.
Nur etwa 200 Meter südlich der Burgruine liegt ein großer hochmittelalterlicher Turmhügel (Buschelberg) am Hang, der entweder eine ältere Vorgängerburg markiert oder als Sitz eines der Dienstleute der ersten Burgherren gedient haben dürfte. Der Burgstall erscheint bereits auf der erwähnten Karte mit der Ansicht der Burg.